# 台湾山柑
台湾山柑（学名：Capparis formosana）为山柑科山柑属的植物。分布于台灣、日本以及中国大陆的广东、海南等地，生长于海拔1,000米至2,400米的地区，多生长于山坡密林中，目前尚未由人工引种栽培。

## 别名
台湾槌果藤（海南植物志）